# Parlamentsvalget i Portugal 1856
Parlamentsvalget i Portugal 1856 blev afholdt den 9. november 1856.

## Partier
- Históricos
- Miguelistas
- Regeneradores

## Resultater
| Parti                           | Stemmer | %   | Mandater |
| ------------------------------- | ------- | --- | -------- |
| Históricos                      |         | 72  |          |
| Regeneradores                   |         | 25  | 41       |
| Miguelistas                     |         | 3   | 5        |
| Total                           |         | 100 | 162      |
| Note: Tabellen er ufuldstændig. |         |     |          |
| Kilde:                          |         |     |          |